# Maarten Engwirda
Maarten Boudewijn Engwirda (Tilburg, 2 juni 1943) is een Nederlands politicus, die lange tijd voor Democraten 66 (D66) lid was van de Tweede Kamer. Tussen 1982 en 1986 was hij politiek leider van zijn partij.
Engwirda, afkomstig uit een liberaal gezin behaalde zijn gymnasium-a-diploma in Hoorn. Hij studeerde vervolgens rechtsgeleerdheid aan de Rijksuniversiteit Groningen, waar hij in 1967 zijn doctoraal in de zogenaamde vrije studierichting behaalde. Hierna studeerde hij één jaar bij het Nederlandse Genootschap voor Internationale Zaken.
Van 1968 tot 1970 werkte hij als ambtenaar financieel-economische ontwikkelingssamenwerking aan het Ministerie van Buitenlandse Zaken. In 1970 werd hij medewerker van de Tweede Kamerfractie van D66 tot hij een jaar later zelf lid werd van die kamer. In 1972 werd hij evenwel niet herkozen. Van 1971 tot 1973 was hij wel lid van het - toen nog niet rechtstreeks gekozen Europees Parlement. Hierna keerde hij terug naar Buitenlandse Zaken, waar hij werkte bij de afdeling energiebeleid. Van 1975 tot 1977 was hij medewerker van het Internationaal Energie Agentschap (IEA) in Parijs.
In 1977 werd hij herkozen in de Tweede Kamer, waarvan hij tot 1989 lid zou blijven. Hij werd de financieel specialist van zijn fractie en hield zich ook bezig met economische zaken. Engwirda was lid van de enquêtecommissie RSV-werf alsook van de Paspoort-enquêtecommissie. Na de verkiezingen van 1982 werd hij, na dramatische verliezen van zijn partij, tegen wil en dank fractievoorzitter. Dit zou hij tot 1986 blijven, toen hij als zodanig werd opgevolgd door Hans van Mierlo.
In 1990 werd hij benoemd tot lid van de Algemene Rekenkamer. In de periode 1996-2010 was hij lid van de Rekenkamer van de Europese Unie.

## Onderscheiding
- Ridder in de Orde van de Nederlandse Leeuw (29 april 1988)
- Commandeur in de Orde van Oranje-Nassau (8 december 2010)
- Erelid Democraten 66 (21 april 2012)

- Gemeinsame Normdatei: 101706010X
- International Standard Name Identifier: 0000 0003 5700 3483
- Nederlandse Thesaurus van Auteursnamen: 147980801
- Parlement.com: vg09llignjpi
- Virtual International Authority File: 194650539
- WorldCat: E39PBJbWBk3gkFBMMcyHvP4g8C